# Katya Sambuca
Katya Sambuca (nascuda Iekaterina Mikhàilova, 27 d'agost de 1991) és una cantant, actriu, presentadora de televisió i model eròtica russa. Està casada amb Bob Jack, director de pel·lícules per adults, i és un personatge de la seva novel·la Por-no!

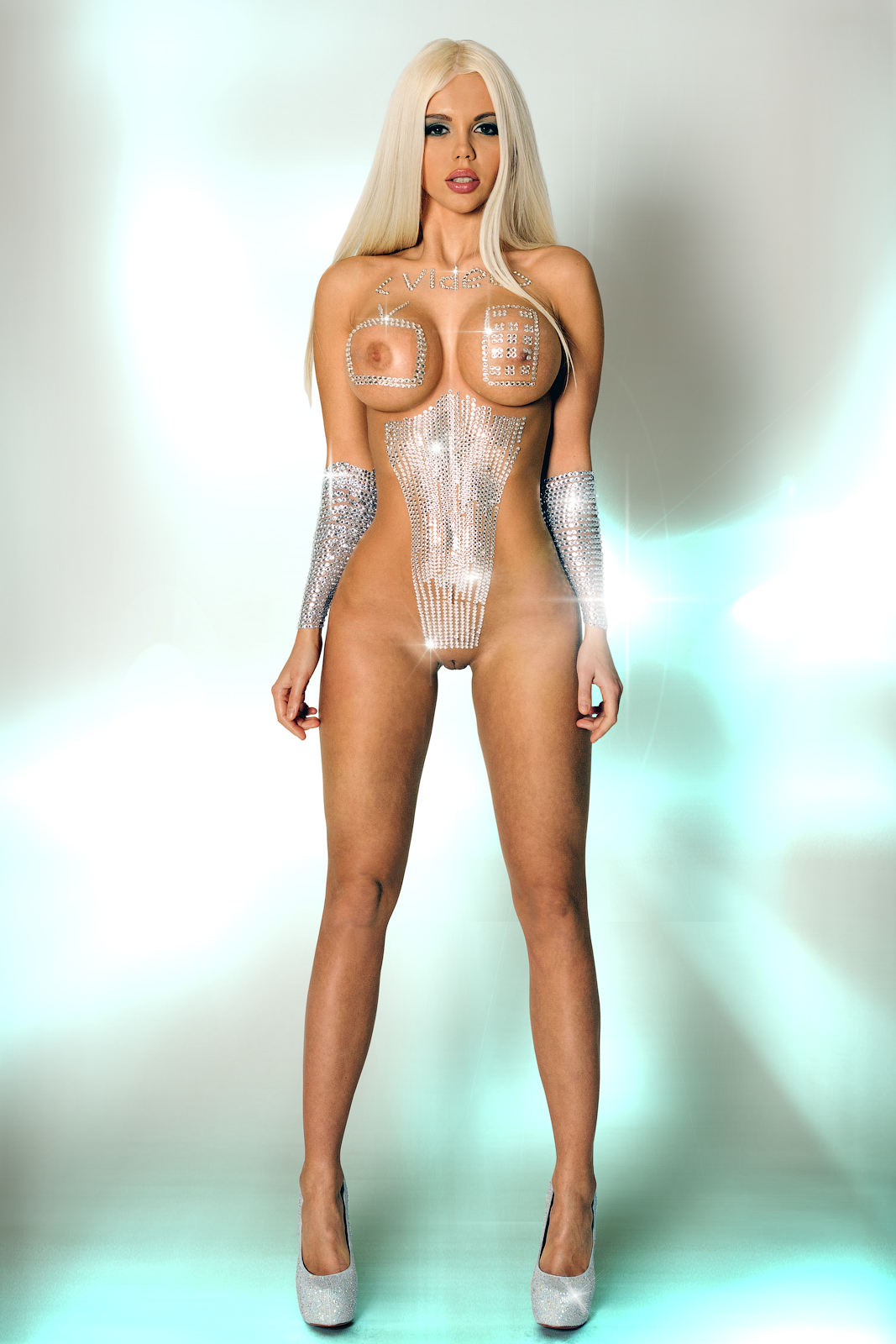
Katya Sambuca

## Biografia
Katya a néixer en Sant Petersburg. El seu pare era un treballador de la construcció, mentre que la seva mare era una ex gimnasta. Té herència estoniana de la seva àvia materna. Als 15 anys, Katya va ser utilitzada com a model per a una nina per a nenes, "Bobby", fabricada en Londres. Després de deixar l'escola es va formar com a cuinera. Mentre treballava en un restaurant de Sant Petersburg va conèixer a Mick Jagger de The Rolling Stones, qui li va dir que canviés la cuina pel modelaje i la va convidar a venir als Estats Units amb ell.

## Vida personal
Katya va rebre el nom de "Sambuca" de Serguei Mikhailov, amb qui es va casar a l'edat de 16 anys. La parella té una filla, Zvana, que porta el nom de l'hotel en Vólkhov on Mikhailov va perdre la seva virginitat.

## Carrera
En 2011, Katya i el seu espòs van sortir de gira amb el seu espectacle eròtic, que va comptar amb música house i trap. Van actuar a més de 70 ciutats d'Europa. Katya es va convertir en una de les artistes més buscades al motor de recerca de Rússia Yandex, i va aparèixer a les portades de XXL (Ucraïna) i Qoqo (Estònia, la successora de l'edició estoniana de Playboy).
El 2013 es va convertir en copresentadora del programa de tecnologia Trendy Device, transmès al canal 2 × 2 de Rússia.
L'agost de 2014, Sambuca va iniciar una organització benèfica d'assessorament familiar a la ciutat estoniana de Haapsalu, on viu. Va oferir al president estonià president i a la seva esposa assessorament matrimonial gratuït després que apareguessin imatges de la Primera Dama en una situació íntima amb un altre home.
Katya és flautista i ha actuat com a part d'una orquestra professional.

### Judici contra Philipp Plein
En 2014, el dissenyador alemany Philipp Plein va usar fotografies de nus de Katya, obtingudes sense permís, en una línia de samarretes, la qual cosa la va portar a amenaçar amb emprendre accions legals.

### Estàtua de Haapsalu
Al desembre de 2014, l'escultor de Moscou Alexander Wroblewski va crear una estàtua de bronze de la sireneta usant Katya com a inspiració. De 125 cm d'altura i un pes de 175 kg, Katya la va donar a la ciutat de Haapsalu, suggerint que podria impulsar la indústria del turisme. L'alcalde va descartar la ubicació proposada, al passeig marítim pròxim al memorial de Tchaikovski per inapropiada, però va agregar que es podria trobar un altre lloc. Katya també desitja construir hotels, botigues i un parc aquàtic per a impulsar la reputació de la ciutat com a centre turístic.

## Filmografia
| Any  | Títol       | Paper            |
| ---- | ----------- | ---------------- |
| 2012 | Silicone    | cameo            |
| 2016 | Egor Shilov | Esposa de Trofim |

## Premis
- La noia més bella de VKontakte (2011)[21]
- Noia de l'any a XXL (2012)[9]
- Noia de l'any a Playboy/Qoqo (2012)[10]
- Premi Especial del Saló Eròtic de Barcelona Klic-Klic, FICEB (2013)[22][23]